# Флаг Холм-Жирковского района
Флаг муниципального образования «Холм-Жирко́вский район» Смоленской области Российской Федерации.
Флаг утверждён 17 июня 2008 года и внесён в Государственный геральдический регистр Российской Федерации с присвоением регистрационного номера 4128.
Флаг составлен на основании герба Холм-Жирковского района, по правилам и соответствующим традициям вексиллологии, и отражает исторические, культурные, социально-экономические, национальные и иные местные традиции.

## Описание
«Прямоугольное красное полотнище с отношением ширины к длине 2:3 несущее по центру фигуры из герба поселения: вверху — жёлтый орёл, внизу — белый холм с бегущими по нему тремя голубыми потоками».

## Обоснование символики
История Холм-Жирковского района связана со многими известными в Российской истории личностями. Здесь находилось имение графов Уваровых (имение Холм), в которое входило более семнадцати деревень современного района. Частыми гостями Уваровых были князья Куракины, граф Панин и многие другие. В 20 километрах от районного центра находится село Нахимовское, названное в 1952 году в честь адмирала Нахимова. Здесь находилось имение родственников адмирала, в котором часто бывал и Павел Степанович.
Название района связано с названием его административного центра, которое произошло от географического положения села. Холм-Жирковское расположено на самом возвышенном месте в районе. Основные реки района — Днепр, Соля и Вязьма. Холм-Жирковский район был местом кровопролитных боев Красной Армии с немецко-фашистскими захватчиками.
Флаг Холм-Жирковского района отражает его географические и исторические особенности.
Орёл из герба адмирала П. С. Нахимова взят за основу герба и флага района. Символика орла многозначна:
— символ мужества, сила, могущество;
— символ победы;
— символ высоты духа, олицетворение Всевидящего Ока.
Холм — гласно указывает на название района, а вытекающие потоки воды — символически отражает три основные реки района.
Красный цвет — символ мужества, жизнеутверждающей силы и красоты, праздника, труда.
Жёлтый цвет (золото) — символ высшей ценности, величия, великодушия, богатства, урожая.
Белый цвет (серебро) — символ чистоты, ясности, открытости, божественной мудрости, примирения.
Голубой цвет — символ возвышенных устремлений, искренности, преданности, возрождения.